# 시민 사회

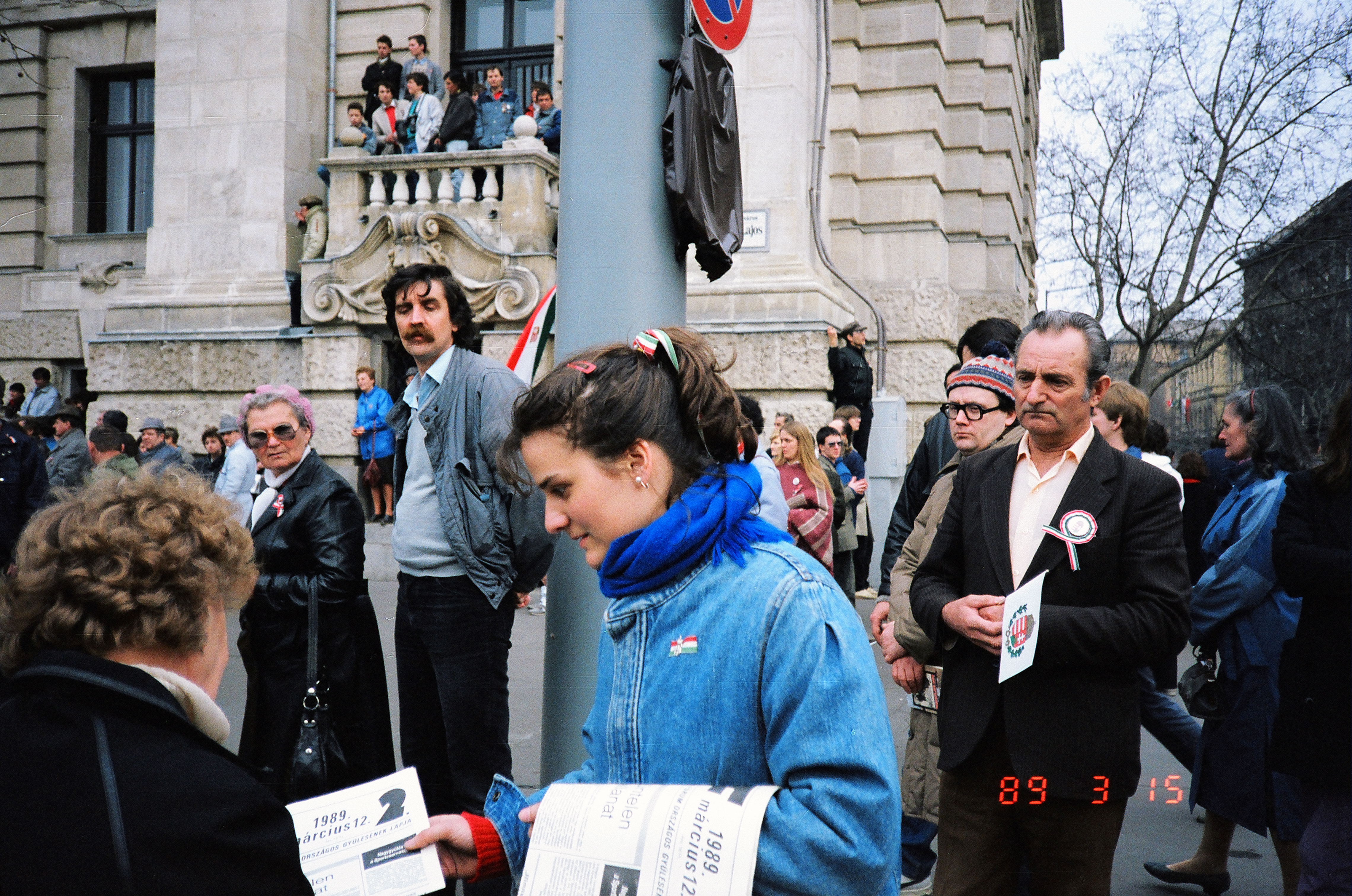

시민 사회(市民社會, civil society)는 자발적인 공공 및 사회 조직과 기관의 총체를 일컫는 말로서, 사회에서 국가 및 시장과 구별되는 영역이다. 시민 사회와 국가, 시장의 경계는 대단히 모호하고 유동적이다.
시민 사회는 정부와 기업과는 구별되는 사회의 "제3의 부문"으로 이해될 수 있으며, 가족과 사적 영역을 포함한다. 다른 저자들에 따르면, 시민 사회는 (1) 시민의 이익과 의지를 증진시키는 비정부 기구와 기관의 집합체 또는 (2) 정부로부터 독립된 개인과 조직의 의미로 사용된다.
때때로 시민 사회라는 용어는 "언론의 자유, 독립적인 사법부 등 민주 사회를 구성하는 요소들"이라는 보다 일반적인 의미로 사용된다 (콜린스 영어사전). 특히 동유럽과 중부 유럽의 사상가들 간의 논의에서 시민 사회는 시민 가치의 규범적 개념으로도 간주된다.

## 정의
포스트모던적인 의미에서 시민사회에 대해서 수많은 정의를 내릴 수 있다. 런던 정치경제대학교의 시민 사회 센터에서는 시민 사회를 다음과 같이 정의한다.
"시민 사회는 공유된 이해, 목적, 가치를 둘러싼 강제되지 않은 집합 행동의 장을 이른다. 이론적으로 시민 사회의 제도적 형태는 국가, 가족, 시장과 구별되지만, 실질적으로 국가, 시민 사회, 가족, 시장의 경계는 복잡하고 모호하며 합의가 필요할 때가 많다. 보통 시민 사회는 다양한 공간, 행위자, 제도적 형태를 포괄하며, 형식성과 자율성, 권력 면에서 다양한 차이를 보인다. 시민 사회에는 등록 자선 단체, 비정부 개발 기구, 공동체 조직, 여성 단체, 신앙 관련 단체, 직능 단체, 노동 조합, 자조 집단, 사회 운동, 기업 집단, 연합 및 옹호 집단과 같은 조직을 아우른다.".

## 어원
철학자 아리스토텔레스는 저서 『정치』에서 집단 생존을 위해 설립된 도시 국가(폴리스)와 같은 정치 공동체를 의미하는 '코이노니아 폴리틱 ḗ(κοινωνία πολιτική)'라는 용어를 제시한다. 텔로스, 즉 정치 공동체의 목표는 에두다이모니아(τὸ εὖ ζῆν, t ò eu z ēn)로, 종종 인간의 번영 또는 공동의 안녕으로 번역되며, 여기서 인간은 '정치적(사회적) 동물'(ζῷον πολιτικόν 준 폴리티콘)로 정의된다. 이 개념은 키케로와 같은 로마 작가들에 의해 사용되었으며, 여기서 고대 공화국(res publica)이라는 개념을 언급했다. 이 개념은 중세 후기 아리스토텔레스의 정치학을 라틴어로 번역한 레오나르도 브루니에 의해 서구 정치 담론에 다시 등장했다. 레오나르도 부르니는 코이노니아 폴리틱을 소시에타스 시빌리스("시민 사회")로 번역했다. 군주 자치와 공법을 구분하면서 이 용어는 왕자나 군주가 행사하는 권력이 아닌 봉건 지배 계급의 토지 소유자의 기업 재산(Ständestaat)을 나타내는 화폐가 되었다. 시민 사회라는 용어는 국가 이론에서 오랜 역사를 가지고 있으며, 20세기 후반 동유럽에서 특히 강력하게 부활했다. 1990년대 후반에는 바츨라브 하벨과 같은 반체제 인사들이 공산주의 동유럽의 침략적인 전체주의 국가 지배 체제에 의해 위협받는 시민 연합의 영역을 나타내기 위해 이 용어를 사용했다. 시민 사회가 정치적 반대를 나타내는 최초의 포스트모던 사용은 1978-79년 알렉산더 스몰라의 저서에서 비롯되었다. 그러나 1980년부터 1981년까지 연대 노동조합에서는 이 용어를 사용하지 않았다.

## 민주주의
고대 로마인들은 민주주의와 협력 사회, 즉 군주제와 경쟁적이거나 비협력적인 사회 사이의 연관성을 알고 있었다. 역사가 카시우스 디오는 아우구스투스의 장군 아그리파가 로마 내전에서 권력 경쟁자들을 물리친 아우구스투스에게 사회에 미칠 예상되는 영향 때문에 로마 공화국을 정복하지 말라고 간청하는 목소리로 주장한다.
시민 사회와 민주 정치 사회 간의 관계에 관한 문헌은 스코틀랜드 계몽주의 철학에서 직접적인 기원을 두고 있습니다. 여기에는 아담 퍼거슨의 『시민 사회의 역사에 관한 에세이』와 알렉시스 드 토크빌, 칼 마르크스, , 페르디난트 톤니. 에 의해 개념이 각색된 G.W. F. 헤겔의 저서가 포함된다. 이들은 20세기 연구자 가브리엘 아몬드와 시드니 베르바에 의해 중요한 방식으로 발전했으며, 그는 정치 문화가 민주적 질서에서 중요한 역할을 한다고 밝혔다.
그들은 정치 조직의 정치적 요소가 더 나은 인식과 더 정보에 입각한 시민 의식을 촉진하며, 이들은 더 나은 투표 선택을 하고, 정치에 참여하며, 그 결과 정부에 더 많은 책임을 지게 된다고 주장했다. [1] 시민 사회는 공동의 목표와 이익을 가진 사람들이 민주적 이상을 더욱 발전시키기 위한 장으로 작용하며, 이는 결국 더 민주적인 국가로 이어질 수 있다. 이러한 종류의 협회에 가입하는 것은 집단 행동의 장벽을 낮추는 정보의 원천으로 작용한다. 이 그룹들은 정부에 압력을 가함으로써 정책에 영향을 미친다. 이는 시민 사회가 국가 권력의 균형을 맞추는 역할을 한다는 것을 의미한다. 이 정치 단체들의 법령은 참여자들이 민주적 의사결정의 형식에 익숙해지기 때문에 미시 헌법으로 간주되어 왔다.
최근 로버트 D. 퍼트넘은 시민 사회의 비정치적인 조직도 사회 내에서 사회적 자본, 신뢰, 공유된 가치를 구축하기 때문에 민주주의에 필수적이라고 주장했다.사회적 자본은 사회가 집단 행동의 딜레마를 해결하는 데 도움이 될 수 있으며, 밀집된 사회적 네트워크를 가진 개인들은 다른 사회 구성원들에게 신뢰성 있게 헌신하고 그들의 사회적 자본을 활용하여 공공재를 구축할 가능성이 더 높다. 결과적으로 시민 사회가 강한 국가는 민주주의 국가로 성공할 가능성이 더 높다. 일부 학자들은 푸트남의 주장을 바탕으로 특정 유형의 시민 사회 조직, 즉 몫적 관계에 뿌리를 둔 비정치 조직이 민주적 전환 과정에 참여하는 것이 성공적인 민주적 전환을 이끄는 원동력이라고 주장했다.지안프랑코 포지는 공화주의 사회가 유지되려면 대인 신뢰가 필요하다고 말하며 이에 대해서도 주장한다.
그러나 다른 사람들은 시민 사회와 강력한 민주주의 사이의 연관성에 의문을 제기하기도 한다. 토마스 카로더스가 지적했듯이 시민 사회는 반드시 가치 있는 이유로 형성되지도 않고 민주주의 가치를 촉진하지도 않는다. 예를 들어, 셰리 버먼은 시민 사회 조직이 실제로 민주주의에 반대하는 사람들을 동원하는 데 사용될 수 있다고 주장했다. 이는 독일 바이아르 공화국의 몰락에서 분명하게 드러냈다. 바이마르 공화국이 경제 불황과 가정 내 어려움을 해결하지 못하면서 수많은 독일 시민 사회가 탄생했다. 이 그룹들의 결정적이고 논쟁의 여지가 있는 치명적인 결함은 독일인들 간의 사회적 갈등과 차이를 강화했다는 점이다. 독일 사회가 개별 사회 집단으로 분리된 것은 그들이 민족주의적 이상에 매우 취약하다는 것을 의미했다. 나치는 이러한 불만 그룹에 침투하여 결국 당과 선전의 중추이자 토대가 되었다. 그 결과 나치당은 1932년 선거 이후 정치적 무관에서 독일 제국의회에서 가장 큰 정당으로 변모했다. 푸트남의 주장과는 달리, 이 경우 밀집된 시민 사회 네트워크가 민주주의를 훼손했다. 나치당은 독일의 사회 조직을 착취하여 궁극적으로 독일 최초의 공화국이 몰락하게 만들었다.
잘 확립된 민주주의 국가에서도 강력한 시민 사회를 상징하는 특별 이익 단체의 확산은 대표 기관의 기능을 저해하고 부유하거나 잘 연결되어 있거나 잘 조직된 사람들에게 유리한 정책 결과를 왜곡시킬 수 있다. 게다가 케네스 뉴턴이 수집한 설문조사 데이터에 따르면, 사회적 신뢰와 정치적 신뢰가 겹쳐서 시민 사회의 힘과 민주주의 사이의 관계가 쓸모없게 된다는 증거는 거의 없다. 실제로 래리 다이아몬드가 주장한 바와 같이, 시민 사회가 민주주의에 기여할 수 있는 다양한 방법을 이해하기 위해서는 시민 사회가 민주주의에 부여하는 긴장과 모순을 이해하는 것도 필요하다.
미국에서 토크빌은 시민 사회에 나타날 수 있는 협회를 형성하려는 경향이 민주 정부로서의 성공을 촉진했다고 말한다. 퍼트넘은 미국 시민 사회의 강점이 역사적으로 시민들에게 더 많은 사회적 신뢰와 더 많은 사회적 자본을 가져다 주었다고 주장한다. 다른 사람들은 시민 사회에 대한 의존이 시민들로 하여금 미국 정부의 효과에 의문을 제기하게 만들 수 있으며, 사회를 분열시켜 불안정을 초래할 수 있다고 말한다.
현대 미국에서 우발 레빈은 시민 사회가 미국 정부와 시민들 사이의 관문으로 여겨진다고 썼다. 일부 사람들은 시민 사회가 미국 정부의 권력을 견제하기 위해 개인의 자유를 유지하는 데 도움을 준다고 주장하는 반면, 다른 사람들은 비민주적인 권력 강화를 제한하면서 사회적 대의를 촉진함으로써 국가의 노력을 지지하는 역할을 한다고 본다. 데이비드 리프와 같은 다른 사람들은 미국 정부가 NGO와 같은 시민 사회보다 사회적 대의를 위해 더 재정적으로 일할 준비가 되어 있다고 지적한다. 시민 사회는 상대적인 힘이 부족하기 때문에 부적절하다고 주장한다. 하버드 교수인 테다 스코폴의 연구에 따르면 시민 사회가 미국에 더 많은 민주주의를 가져왔지만, 대규모 노조와 조직에서 특정 정치 문제를 겨냥한 소규모 운동으로의 전환은 대규모 민주주의 참여를 촉진할 가능성이 적다고 한다. 갈스턴과 레빈은 이러한 새로운 시민 사회가 정치 과정에 참여할 가능성이 낮고 사회 운동을 가져올 가능성이 더 높다고 말한다.

## 정치 참여
시민 사회 단체들은 시민들에게 정부 과정에 대한 시민들의 의무와 권리, 다양한 유형의 정치적 이슈와 정책 의제, 사회 문제를 해결하기 위해 협력할 수 있는 방법, 그리고 지역 사회에 의미 있는 변화를 창출하는 접근 방식 등 정치 참여에 중요한 지식을 제공한다.교수인 Carew E. Bolding과 Jami Nelson-Núnez는 시민 사회 조직이 시민들이 집단적으로 행동하고 공유된 정책 선호도를 바탕으로 다른 사람들과 연대를 형성할 수 있을 때 더 정치적으로 참여하는 경향이 있다는 점에서 유익하다고 주장한다. 그러나 다른 학자들은 정치 참여와 정책 과정과 관련하여 시민 사회 단체의 몇 가지 단점이 있다고 지적한다.토마스 카로더스 교수는 시민 사회 조직이 정치 참여에 매우 중요한 역할을 하기 때문에 이러한 조직의 확산으로 인해 정부가 정책 선호도의 범위와 급변하는 사회적 요구를 모두 충족하는 것이 점점 더 어려워지고 있다고 설명했다. 학자 데이비드 리프는 시민 사회와 정치 참여와 관련된 또 다른 문제인 단일 이슈 활동에 대해 논의한다. 대부분의 시민 사회 단체들이 한 분야나 사회 문제에 집중하기 때문에, 이로 인해 유권자들은 때때로 세계화의 도전과 같은 사회가 직면한 다양한 문제들로부터 관심을 돌리게 되고, 대신 선거의 초점은 낙태와 같은 몇 가지 특정한 핫 버튼 주제에 맞춰지게 된다.
시민 사회 단체들이 정치 참여를 크게 증가시킨다는 개념을 뒷받침하는 많은 데이터가 있다. 로버트 퍼트넘 박사는 1900년대 중반에 이탈리아의 시민 사회에 대한 연구를 수행했으며, 시민 사회 조직에 종사하는 사람들이 그렇지 않은 사람들보다 더 큰 "정치적 정교함, 사회적 신뢰, 정치 참여, 그리고 '주관적 시민 역량'을 보여준다는 것을 관찰했다. 마찬가지로, 셰리 버먼 박사는 NSDAP(나치당) 시민사회 조직이 독일의 정치 참여를 위해 중산층 간의 강력한 시민사회 네트워크를 함께 활용한다는 사실을 발견했다. 이러한 노력의 강력한 영향력은 1900년대 중반 NSDAP가 국가에서 가장 강력한 정치 세력이 된 것으로 입증된다. 이 사례 연구들은 정치 참여와 시민 참여를 촉진하는 데 있어 소셜 네트워크의 중요한 역할에 대한 증거를 제공한다.

## 경제학
강한 시민 사회는 종종 경제 성장에 중요한 역할을 한다고 여겨진다. 그 이유는 경제 결정에 중요한 정보를 제공하고, 민간 기업과 기업가 정신을 촉진하며, 국가가 경제를 억압하는 것을 방지할 수 있기 때문이다. 예를 들어, 노동 지도자들은 경제 성장이 노동자들에게 이익이 되도록 보장할 수 있고, 신앙 지도자들은 경제 문제에 더 많이 포함될 것을 옹호할 수 있으며, 비정부기구(NGO)들은 해로운 사업 관행을 신고하고 문서화할 수 있다.
본질적으로 시민 사회는 사회적 자본을 창출하며, 세계은행은 이를 "사회의 사회적 상호작용의 질과 양을 형성하는 제도, 관계, 규범"으로 정의한다. 더 높은 사회적 자본은 생산성과 경제 성장을 증가시키는 더 많은 사회적 상호 의존성을 가져온다. 예를 들어, 한 연구에 따르면 미국 내에서 사회적 네트워크가 더 나은 지역의 고등학교 중퇴율이 사회적 네트워크가 약한 지역보다 낮은 것으로 나타났다.
토마스 카로더스와 같은 일부 사람들은 이 이야기에 다소 이의를 제기한다. 그는 시민 사회가 경제 성장에 도움이 되긴 하지만, 꼭 필요한 것은 아니라고 주장한다. 이는 경제 성장이 도약한 후에야 나타난 강력한 시민 사회 없이 한국의 큰 경제적 성공이 어떻게 이루어졌는지, 그리고 엄청나게 부유한 시민 사회를 가진 방글라데시가 경제 성장에 크게 실패하여 세계에서 가장 가난한 나라 중 하나로 남아 있는지를 통해 설명한다. 더 나아가 카로더스는 일부 경제학자들이 라틴 아메리카의 노동조합이 경제 성장을 제한했다고 믿는 방식을 예로 들며, 적어도 특정 부문에서 과도한 시민 사회가 얼마나 해로운 경제적 영향을 미칠 수 있는지 지적한다.

## 헌법 경제학
헌법 경제학은 헌법 문제와 예산 과정을 포함한 경제의 기능 간의 특정 상호 관계를 설명하고 분석하는 경제학 및 헌법주의 분야이다. "헌법 경제학"이라는 용어는 미국 경제학자 제임스 M. 뷰캐넌에 의해 새로운 예산 계획과 시민 사회에 대한 투명성이라는 이름으로 사용되었으며, 이는 법치주의를 구현하는 데 가장 중요한 지침이 된다. 또한, 불공정한 정부 지출과 이전에 승인된 모든 지출에 대한 행정적 구속 상황에서 시민 사회가 사용할 수 있는 효과적인 법원 시스템의 가용성은 영향력 있는 시민 사회의 성공을 위한 중요한 요소가 된다.

## 글로벌

부다페스트 브레인바에서 열린 시민 강연

비평가들과 활동가들은 현재 종종 시민 사회라는 용어를 세계화로부터 보호해야 할 사회 생활의 영역과 그에 대한 저항의 원천에 적용한다. 왜냐하면 시민 사회라는 용어는 경계를 넘어 다양한 영역에서 작용하는 것으로 여겨지기 때문이다. 그러나 시민 사회는 세계화를 지원하는 외국 기업 및 기관의 자금 지원을 받을 수 있기 때문에 이는 논란의 여지가 있다. 공산주의 체제의 붕괴 이후 전 세계적으로 시민 사회의 급속한 발전은 워싱턴 켄센서스와 연계된 신자유주의 전략의 일환이었다. 국제 원조 시스템의 영향력과 개념적 힘과 관련하여 용어 사용에 관한 해결되지 않은 문제를 다루는 일부 연구도 발표되었다(예: Tvedt 1998 참조).
반면에, 다른 사람들은 세계화를 고전적 자유주의 가치의 영역을 확장하는 사회 현상으로 보고 있으며, 이는 필연적으로 정치적으로 파생된 국가 기관을 희생시키면서 시민 사회에 더 큰 역할을 하게 만들었다.
통합 시민사회단체(iCSO) 시스템, 경제사회부(DESA)가 개발하여 시민사회단체와 DESA 간의 상호작용을 촉진한다.
시민 사회도 환경 정책 결정 과정에 참여하게 되었다. 이러한 그룹은 환경에 미치는 피해를 해결하기 위한 의제를 설정하여 환경 정책에 영향을 미친다. 또한 환경 문제에 대해 대중에게 정보를 제공하여 환경 변화에 대한 대중의 수요를 증가시킨다.

## 역사
역사적 관점에서 볼 때 시민 사회 개념의 실제 의미는 원래의 고전적 형태에서 두 번이나 바뀌었다. 첫 번째 변화는 프랑스 혁명 이후, 두 번째 변화는 유럽에서 공산주의가 몰락한 시기에 일어났다.

### 고대 서양
전근대 고전 공화주의적 이해에서 시민 사회의 개념은 일반적으로 18세기 계몽주의 시대라는 근대 초기 사상과 연결되어 있다. 그러나 정치 사상의 영역에서는 훨씬 더 오래된 역사를 가지고 있다. 일반적으로 시민 사회는 시민들이 서로에게 해를 끼치지 않도록 제한하는 규칙을 부과하여 사회 갈등을 지배하는 정치 단체로 알려져 왔다. 고전 시대에는 이 개념이 선한 사회의 동의어로 사용되었으며 국가와 구별할 수 없는 것으로 간주되었습니다. 예를 들어 소크라테스는 진실을 밝히기 위한 합리적인 대화의 한 형태인 '변증법'을 사용하여 사회 내 갈등을 공론화를 통해 해결해야 한다고 가르쳤다. 소크라테스에 따르면 '변증법'을 통한 공론화는 정치의 '시민성'과 국민의 '좋은 삶'을 보장하기 위해 필수적이었다고 한다. 플라톤에게 이상적인 국가는 사람들이 공동의 선을 위해 헌신하고 지혜, 용기, 절제, 정의라는 시민적 미덕을 실천하며 자신에게 가장 적합한 직업적 역할을 수행하는 정의로운 사회였다. 예의 바르게 사람들을 돌보는 것은 '철학자 왕'의 의무였다. 아리스토텔레스는 폴리스를 시민들이 통치와 통치라는 덕망 있는 과업을 공유할 수 있게 해주는 '협회'라고 생각했다. 그의 koinonia politike는 정치 공동체를 묘사했다.
소시에타스 시빌리스의 개념은 로마식이며 키케로에 의해 도입되었다. 고전 시대의 정치 담론은 국민들 사이의 평화와 질서를 보장하는 데 있어 '좋은 사회'라는 개념을 중요시한다. 고전 시대의 철학자들은 국가와 사회를 구분하지 않았다. 오히려 국가는 사회의 시민적 형태를 나타내고 '시민성'은 좋은 시민권의 요건을 나타낸다고 생각했다. 또한 인간은 본질적으로 합리적이기 때문에 자신이 속한 사회의 본질을 집단적으로 형성할 수 있다고 생각했다. 또한 인간은 공동의 대의를 위해 자발적으로 모여 사회의 평화를 유지할 수 있는 능력을 가지고 있다. 이러한 견해를 고수함으로써 고전 정치 사상가들은 본래 의미에서 시민 사회의 기원을 지지했다고 할 수 있다.
중세 시대에는 정치 철학자들이 논의한 주제에 큰 변화가 있었다. 봉건주의라는 독특한 정치적 배열로 인해 고전적 시민 사회의 개념은 주류 논의에서 사실상 사라졌고, 대신 르네상스 말기까지 지속될 전쟁의 문제가 대화를 지배했다.

### 근대 초기 역사
30년 전쟁과 그에 따른 베스트팔렌 조약은 주권 국가 체제의 탄생을 예고했다. 이 조약은 주권을 가진 영토 기반 정치 단위로서 국가를 지지했다. 그 결과 군주들은 자신들의 군대를 일으켜 봉건 영주들을 우회함으로써 국내 통제권을 행사할 수 있었다. 이후 군주들은 국가 군대를 구성하고 전문 관료제와 재정 부서를 배치하여 신하들에 대한 직접적인 통제와 권한을 유지할 수 있었다. 군주들은 행정 지출을 충족하기 위해 경제에 더 큰 통제권을 행사했고, 이로 인해 절대주의가 탄생했다.18세기 중반까지 절대주의는 유럽의 특징이었다.
국가의 절대주의 개념은 계몽주의 시대에 논란이 되었다. 르네상스, 휴머니즘, 과학 혁명의 자연스러운 결과로 계몽주의 사상가들은 "유전은 어떤 정당성을 부여하나요?", "왜 정부가 제도화하나요?", "왜 일부 인간은 다른 인간보다 더 많은 기본권을 가지고 있나요?" 등의 근본적인 질문을 제기했다. 이러한 질문들은 인간 정신의 본질, 정치적 및 도덕적 권위의 원천, 절대주의의 이유, 절대주의를 넘어서는 방법에 대한 특정 가정을 하게 만들었다. 계몽주의 사상가들은 인간 정신의 힘을 이성으로 믿었다. 그들은 국가의 강압적인 장치가 개인의 자유를 억제하고 교회는 신성한 기원 이론을 내세워 군주를 정당화했기 때문에 인간의 진보와 복지의 적으로서 국가와 교회의 동맹에 반대했다. 따라서 두 가지 모두 국민의 의사에 반하는 것으로 간주되었다.
30년 전쟁의 잔학 행위에 강한 영향을 받은 당시의 정치 철학자들은 사회적 관계는 자연법적 조건과는 다른 방식으로 질서를 잡아야 한다고 생각했다. 그들의 시도 중 일부는 인간 본성에 따라 존재하는 사회적 관계에 이의를 제기하는 사회 계약 이론의 등장으로 이어졌다. 그들은 인간 본성을 객관적인 현실과 자연법적 조건을 분석함으로써 이해할 수 있다고 생각했다. 따라서 그들은 인간의 본성이 국가의 윤곽으로 포괄되어야 한다고 지지하고 긍정적인 법을 확립했다. 토마스 홉스는 사회에서 시민성을 유지하기 위해 강력한 국가의 필요성을 강조했다. 홉스에게 인간은 이기심에 의해 동기부여를 받는다(그레이엄 1997:23). 게다가 이러한 이기심은 종종 본질적으로 모순된다. 따라서 자연의 상태에서는 모든 것이 맞서 싸우는 전쟁의 조건이 있었다. 이러한 상황에서 삶은 "고독적이고 가난하며 불쾌하고 잔인하며 짧았다"(이비드 25). 무정부 상태의 위험을 깨닫고 인간은 자신을 보호할 수 있는 메커니즘의 필요성을 인식하게 되었다. 홉스에 관한 한 합리성과 이기심은 인간이 동의하여 결합하여 공동의 힘에 주권을 양보하도록 설득했다.
존 로크도 영국의 정치 상황에 대해 홉스와 비슷한 개념을 가지고 있었다. 이 시기는 왕실의 신성한 권리와 의회의 정치적 권리 사이의 투쟁으로 특징지어지는 영광스러운 혁명의 시기였다. 이는 로크가 제한된 국가와 강력한 사회라는 사회 계약 이론을 형성하는 데 영향을 미쳤다. 로크가 보기에 인간은 자연 상태에서도 평화롭지 않은 삶을 살았다. 그러나 충분한 시스템이 없는 상황에서도 최적이 아닌 수준으로 유지될 수 있었다. 이러한 주요 우려로 인해 사람들은 함께 모여 계약을 체결하고 공동의 공공 권한을 구성했다. 그럼에도 불구하고 로크는 정치 권력의 통합이 신뢰할 수 있는 제한을 받지 않으면 독재 체제로 전환될 수 있다고 주장했다(. 따라서 로크는 상호 의무가 있는 정부에 관한 두 가지 조약을 제시했다. 첫 번째 조약에서는 사람들이 공동의 공공 권한에 복종한다. 이 권한은 법을 제정하고 유지할 수 있는 권한을 갖는다. 두 번째 조약에는 권한의 한계, 즉 국가는 인간의 기본권을 위협할 권한이 없다. 로크에 관한 한 인간의 기본권은 생명, 자유, 재산의 보존이다. 또한 그는 국가가 민법과 자연법의 범위 내에서 운영되어야 한다고 주장했다.
홉스와 로크는 모두 사회적 협약이나 계약을 통해 인간 간의 평화로운 공존을 보장할 수 있는 시스템을 제시했다. 그들은 시민 사회를 시민 생활을 유지하는 공동체, 즉 시민의 덕목과 권리가 자연법에서 파생되는 영역으로 간주했다. 그러나 그들은 시민 사회가 국가와 별개의 영역이라고 생각하지 않았다. 오히려 그들은 국가와 시민 사회의 공존을 강조했다. 홉스와 로크의 체계적인 접근법(사회 관계 분석에서)은 주로 그 시대의 경험에 영향을 받았다. 인간의 본성, 자연법, 사회 계약 및 정부 형성을 설명하려는 그들의 시도는 신성한 권리 이론에 도전장을 내밀었다. 홉스와 로크는 신성한 권리와 달리 인간이 자신의 정치 질서를 설계할 수 있다고 주장했다. 이 아이디어는 계몽주의 시대의 사상가들에게 큰 영향을 미쳤다.
계몽주의 사상가들은 인간은 이성적이며 운명을 형성할 수 있다고 주장했다. 따라서 인간을 통제할 절대적인 권위는 필요하지 않는다. 시민 사회를 비판한 장 자크 루소와 임마누엘 칸트는 모두 사람은 평화 애호가이며 전쟁은 절대 정권의 창출이라고 주장했다(부르킬 2001:33). 칸트에 관한 한 이 제도는 단일 이익의 지배를 막고 다수의 폭정을 견제하는 데 효과적이었다(알라가파 2004:30).

### 현대사
G. W. F. 헤겔 은 시민 사회의 의미를 완전히 바꾸어 근대 국가의 제도가 아닌 비정치적 사회의 한 형태로 현대 자유주의적 이해를 불러일으켰다. 고전적 공화주의시민 사회에서 정치 사회와 동의어인 헤겔은 정치 국가와 시민 사회를 구분했지만, 이후 토크빌은 시민 사회와 정치 사회 및 연상을 구분했으며, 마르크스와 툰니에 의해 반복되었다.
전임자들과 달리 헤겔은 시민 사회를 별개의 영역, 즉 "필요의 체계", 즉 "가족과 국가 사이에 개입하는 차이의 단계"로 간주했다. 시민 사회는 현대 산업 자본주의 사회에 존재하는 경제적 관계의 영역이고, 이는 자본주의의 특정 시기에 등장하여 개인의 권리와 사유 재산이라는 이익을 위해 봉사했기 때문이다. 따라서 그는 시민 사회를 "시민 사회", 즉 민법에 의해 규제되는 영역으로 나타내기 위해 독일어 용어 "bürgerliche Gesellschaft"를 사용했다. 시민 사회에 대한 이 새로운 사고방식은 알렉시스 드 토크빌과 칼 마르크스도 뒤따랐다. 헤겔에게 시민 사회는 모순된 힘을 나타낸다. 자본주의적 이해관계의 영역이기 때문에 그 안에는 갈등과 불평등이 존재할 가능성이 있다(예: 정신적 및 신체적 적성, 재능 및 재정적 상황). 그는 이러한 불평등이 구성원들이 할 수 있는 일의 유형과 관련하여 선택할 수 있는 것에 영향을 미친다고 주장했다. 시민 사회의 다양한 입장은 세 가지 계층으로 나뉜다: 실질적 계층(농업), 형식적 계층(무역 및 산업), 보편적 계층(시민 사회). 한 남자는 앞서 언급한 불평등으로 인해 자신의 유산을 선택할 수 있지만, 그의 선택은 제한된다. 그러나 헤겔은 이러한 불평등이 시민 사회의 모든 유산을 채울 수 있게 하여 전체적으로 더 효율적인 시스템으로 이어진다고 주장한다.
칼 마르크스는 시민 사회의 개념을 사용하는 헤겔적인 방식을 따랐다. 마르크스에게 근대 국가의 등장은 사회를 서로 경쟁하는 사적 이익으로 축소하는 시민 사회의 영역을 만들었다. 정치 사회는 국가로 자율화되었고, 이는 다시 부르주아 계급에 의해 지배되었다(참정권은 재산가에게만 속한다). 마르크스는 초기 저서에서 국가와 시민 사회의 분리가 폐지될 것을 예상하고 사적 영역과 공적/정치적 영역의 통일을 기대했다(콜레티, 1975). 따라서 마르크스는 헤겔이 제시한 국가의 긍정적인 역할을 거부했다. 마르크스는 국가가 중립적인 문제 해결자가 될 수 없다고 주장했다. 오히려 그는 국가를 부르주아지의 이익을 수호하는 사람으로 묘사했다. 그는 국가를 부르주아지의 행정부로 간주했는데, 노동 계급이 사회를 민주적으로 통제하면 사라질 것이다.
위의 시민 사회에 대한 견해는 안토니오 그람시에 의해 비판받았다. 그람시는 마르크스에서 다소 벗어나 시민 사회를 사적이고 소외된 관계의 영역으로 간주하지 않았다. 오히려 그람시는 시민 사회를 특정 계층을 대표할 때 부르주아 헤게모니의 수단으로 보았다. 그는 자본주의 헤게모니의 생존에 필요한 문화적, 이념적 자본의 기여자로서 시민 사회의 중요한 역할을 강조했다. 그람시는 이전 마르크스주의 개념처럼 시민 사회를 문제 해결의 장으로 간주하기보다는 시민 사회를 문제 해결의 장으로 보았다. 신좌파는 그람시를 오해하여 시민 사회를 국가와 시장으로부터 사람들을 방어하고 국가에 영향을 미치려는 민주적 의지를 주장하는 데 핵심적인 역할을 부여했다. 동시에 신자유주의 사상가들은 시민 사회를 공산주의와 권위주의 정권을 전복시키기 위한 투쟁의 장으로 간주한다. 따라서 시민 사회라는 용어는 신좌파와 신자유주의자들의 정치 담론에서 중요한 위치를 차지한다.

### 포스트모던 역사

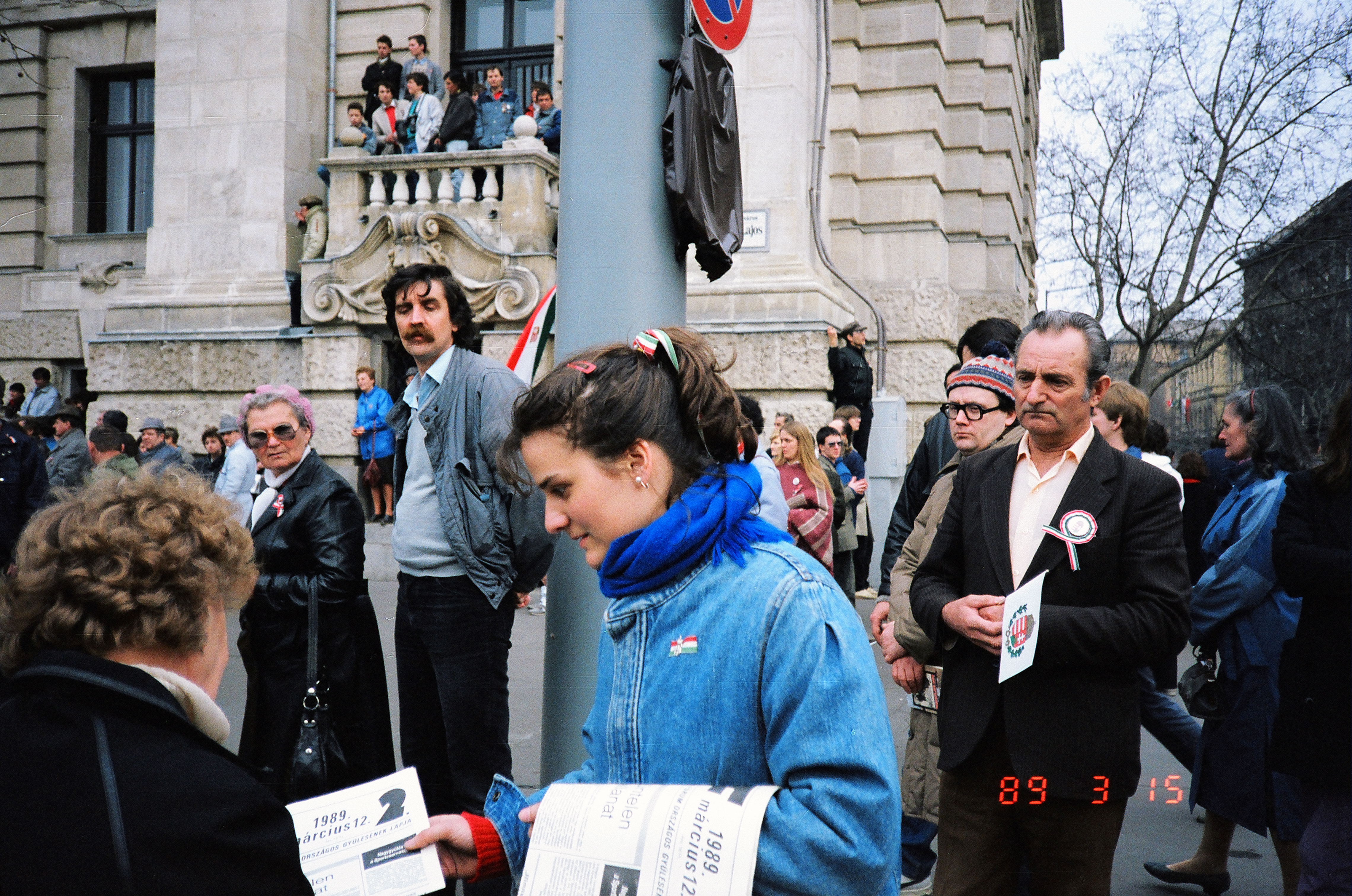
수십 년간의 금지된 국경일 끝에 1989년 3월 15일, 헝가리 공산주의 정권은 사람들이 1956년 혁명을 기념할 수 있도록 허용했다. 국립 박물관에서의 국가 기념 행사와 병행하여 독립 단체들은 대중에게 Petőfi Sándor 동상에 모이도록 요청했다.

일반적으로 1980년대 구소련 블록 동유럽 국가들의 정치적 반대에 의해 시민 사회를 이해하는 포스트모던 방식이 처음 개발되었다고 믿는다. 그러나 연구에 따르면 공산주의 선전이 1989년 신자유주의 변혁을 정당화하기 위한 노력으로 이 아이디어의 발전과 대중화에 가장 중요한 영향을 미쳤다는 사실이 밝혀졌다. 복지제도의 구조조정 이론에 따르면 시민사회라는 개념을 사용하는 새로운 방식은 복지국가를 대체할 수 있는 제3섹터의 발전을 정당화하는 신자유주의 이념이 되었다. 최근 제3섹터의 발전은 민주화보다는 이러한 복지제도의 구조조정의 결과이다.
그때부터 정치 사회 대신 시민 사회라는 개념을 사용하는 정치적 관행이 생겨났다. 따라서 시민 사회라는 개념의 포스트모던 사용은 정치 사회와 제3섹터라는 두 가지 주요 정의로 나뉘게 되었다. 세계은행과 IMF가 부채가 많은 개발도상국에 조건부 대출을 제공한 1990년대 워싱턴 컨센서스는 가난한 국가의 국가들이 축소하도록 압력을 가했다. 이는 결국 시민 사회에 실질적인 변화를 가져왔고, 이는 이론적 논쟁에 영향을 미쳤다. 처음에는 새로운 조건이 "시민 사회"를 만병통치약으로 더욱 강조하게 만들었고, 이는 국가의 서비스 제공과 사회적 돌봄을 대체했고, Hulme와 Edwards는 이제 그것이 "마법의 총알"로 여겨졌다고 제안했다.
1990년대 말까지 반세계화 운동의 성장과 많은 국가들의 민주주의 전환 속에서 시민 사회는 만병통치약으로 여겨지지 않았다. 대신 시민 사회는 그 정당성과 민주적 자격을 정당화해야 한다는 요구가 점점 더 커졌다. 이로 인해 유엔은 시민 사회에 대한 고위급 패널을 구성하게 되었다. 그러나 1990년대에 비정부 기구와 전 세계적인 규모의 새로운 사회 운동(NSM)이 등장하면서 제 3섹터로서의 시민 사회는 '대안적 사회 및 세계 질서'를 구축하기 위한 전략적 행동의 핵심 지형으로 취급받게 되었다. 포스트모던 시민 사회 이론은 이제 대체로 중립적인 입장으로 돌아왔지만, 부유한 사회의 현상을 연구하는 것과 개발도상국의 시민 사회에 대한 글쓰기 사이에는 뚜렷한 차이가 있다.

## 공공 영역으로의 연결
위르겐 하버마스는 공공 영역이 합리적인 의지 형성을 장려하며, 이는 합리적이고 민주적인 사회적 상호작용의 영역이라고 말했다. 하버마스는 시민 사회를 "상품 교환과 사회 노동"의 영역으로, 공적 영역을 정치 영역의 일부로 분석한다. 하버마스는 사회가 자본주의 사회를 대표했지만 정치 사회의 일부였던 제도도 있다고 주장한다. 경제의 변화는 공적 영역에 변화를 가져왔다. 이러한 변화가 일어나지만, 시민 사회는 비경제적이고 인구가 많은 측면을 가지고 국가가 하나의 정당으로만 대표되지 않을 때 정치 사회로 발전한다. 권위의 장소가 있어야 하며, 여기서 사회가 권위에 도전하기 시작할 수 있다. 질리안 슈베들러는 개인과 집단이 허용 가능한 행동의 경계에 도전하기 시작할 때(예: 정권에 반대하거나 사회적 필요에 대한 정부의 대응을 요구함으로써) 시민 사회가 구체화되기 시작할 때 공적 영역이 부활하면서 시민 사회가 등장한다고 지적한다.
최근 몇 년 동안 새로운 사회 행위자들이 등장하면서, Jean L Cohen, Andrew Arato, Simone Chambers와 같은 시민 사회 주제에 대한 학문적 참고 문헌들이 시민 사회가 항상 긍정적인지에 대해 의문을 제기했다...

## 같이 보기
- 활동주의
- 아나키즘
- 시민 자유
- 시민 종교
- 민권과 참정권
- 공동체주의
- 공산주의
- 헌법 경제학
- 문화 패권
- 민주주의
- 세계 공민
- 세계 거버넌스
- 인권
- 사법 (국가 작용)
- 대중사회
- 비국가 행위자
- 열린 사회
- 정치학
- 법치주의
- 사회 자본
- 사회적 경제
- 사회 혁신
- 사회학
- 제3부문